# Минучихр III Великий
Минучихр III Великий (1120—1160 гг.) — правитель государства Ширван из второй династии ширваншахов Кесранидов.

## Строительные проекты Минучихра III

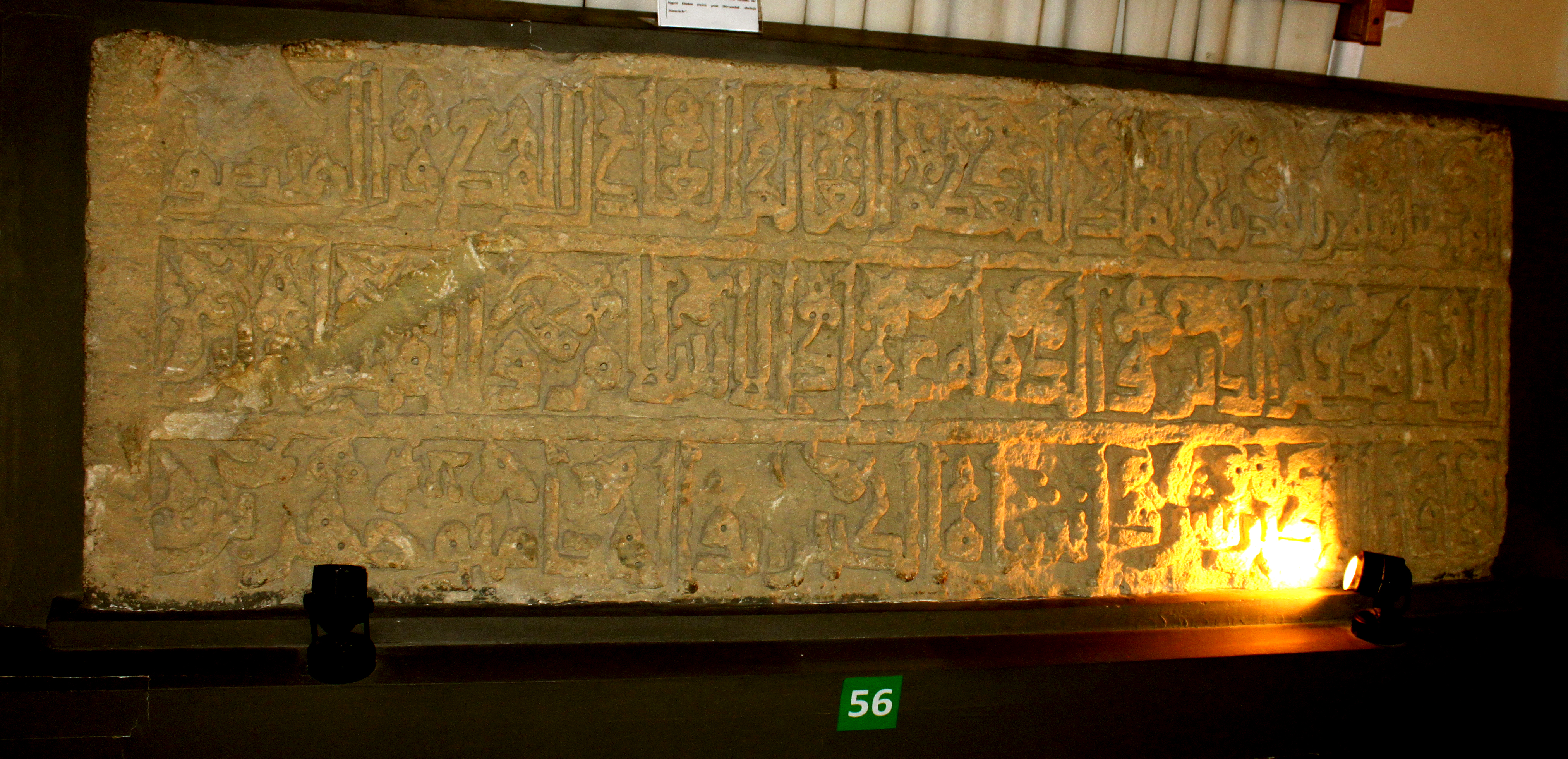
Каменная плита (китабе) XII века с арабской надписью, называющей имя ширваншаха Манучехра. Музей истории Азербайджана, Баку

Представитель рода Кесранидов — персизированной династии арабского происхождения. Минучихр III в 1111 году заключил династический брак с Тамар — дочерью грузинского царя Давида IV Строителя. Сам Минучихр III не уступал Давиду по размаху предпринимаемых им строительных работ. Он неустанно возводил крепости и новые поселения по всей стране. Он впервые окружил город Баку мощными крепостными стенами.
В 1954 году в крепостной стене города Баку была обнаружена большая каменная плита (китабе) с куфической надписью на арабском языке. Она датируется XII веком и свидетельствует о построении крепостной стены ширваншахом Минучихром. Надпись гласит: «Повелел строить крепость города мелик великий, премудрый, справедливый, победоносный, ревностно защищающий ислам, слава государства, опора ислама и мусульман, величайший хаган, великий ширваншах Абуль-Хиджа Манучехр сын…» Ныне эта плита хранится в Музее истории Азербайджана в Баку.

## Внешняя политика
Ширваншах Афридун, женив своего сына на дочери Давида IV Тамар, преследовал политические цели — установление родственных отношений с грузинским царским домом перед угрозой сельджукского нашествия. Этим браком, как видно, Афридун хотел также нейтрализовать и привлечь на свою сторону кыпчаков, очень сильных в военном отношении и представлявших для Ширвана не меньшую угрозу, чем для Грузии. Однако впоследствии, видя соотношение сил и большую опасность со стороны сельджуков, Афридун изменил союзу с Грузией и стал придерживаться традиционной политики ширваншахов ещё со времён Фарибурза I и в последующие времена — ориентации на более сильного врага и политики выжидания перед опасностью. Этим можно объяснить поход сына Давида IV Деметре на Ширван в 1117 году и захват Каладзора, а также два похода Давида IV в 1120 году на Ширван и захват Кабалы. Положение изменилось при Ширваншахе Минучихре III, который принял сторону Грузии. Вероятно этому способствовало влияние жены Ширваншаха Тамар. Минучихр III перестал выплачивать 40,000 динаров и вышел из вассальной зависимости от султана. В 1123 году сельджукский султан Махмуд вторгся в Ширван и захватил Шемаху. На помощь Ширваншаху, Давид IV с 50,000 войском вошёл в Ширван и вступил в бой с отрядом Ак-Сонкур-и Ахмадили атабека Аррана, который направлялся на помощь султану Махмуду. В итоге султан Махмуд вынужден был бежать из Шемахи. В июне 1123 года Давид IV вновь вторгся в Ширван и захватил главную резиденцию Ширваншахов - Гюлюстан. В апреле 1124 года он совершил набег на Шабаран, а в августе захватил Шемаху и крепость Бигурд. После смерти Давида IV в 1125 году, Ширваншах Минучихр III возвращается к власти в Ширване.

## Военные победы
Минучихр III был известен также своими военными победами над кыпчаками, которые вторгались в Ширван с севера. Более всего он вошёл в историю как меценат, покровитель наук и искусств.

## Культура

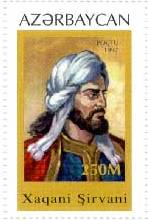
Почтовая марка Азербайджана. Хагани Ширвани — один из поэтов, творивших при дворе Минучихра Великиго

При дворе Минучихра III собирались известные учёные, философы, поэты и богословы Ирана, в частности выдающиеся персидские поэты, которые создали закавказскую школу персидской литературы: Хагани Ширвани, Фалаки Ширвани, Муджиреддин Бейлагани, Абу-ль-Ала Гянджеви, и др. В годы правления Минучихра III была основана медицинская академия в местечке Мелхем под Шемахой.

## Галерея

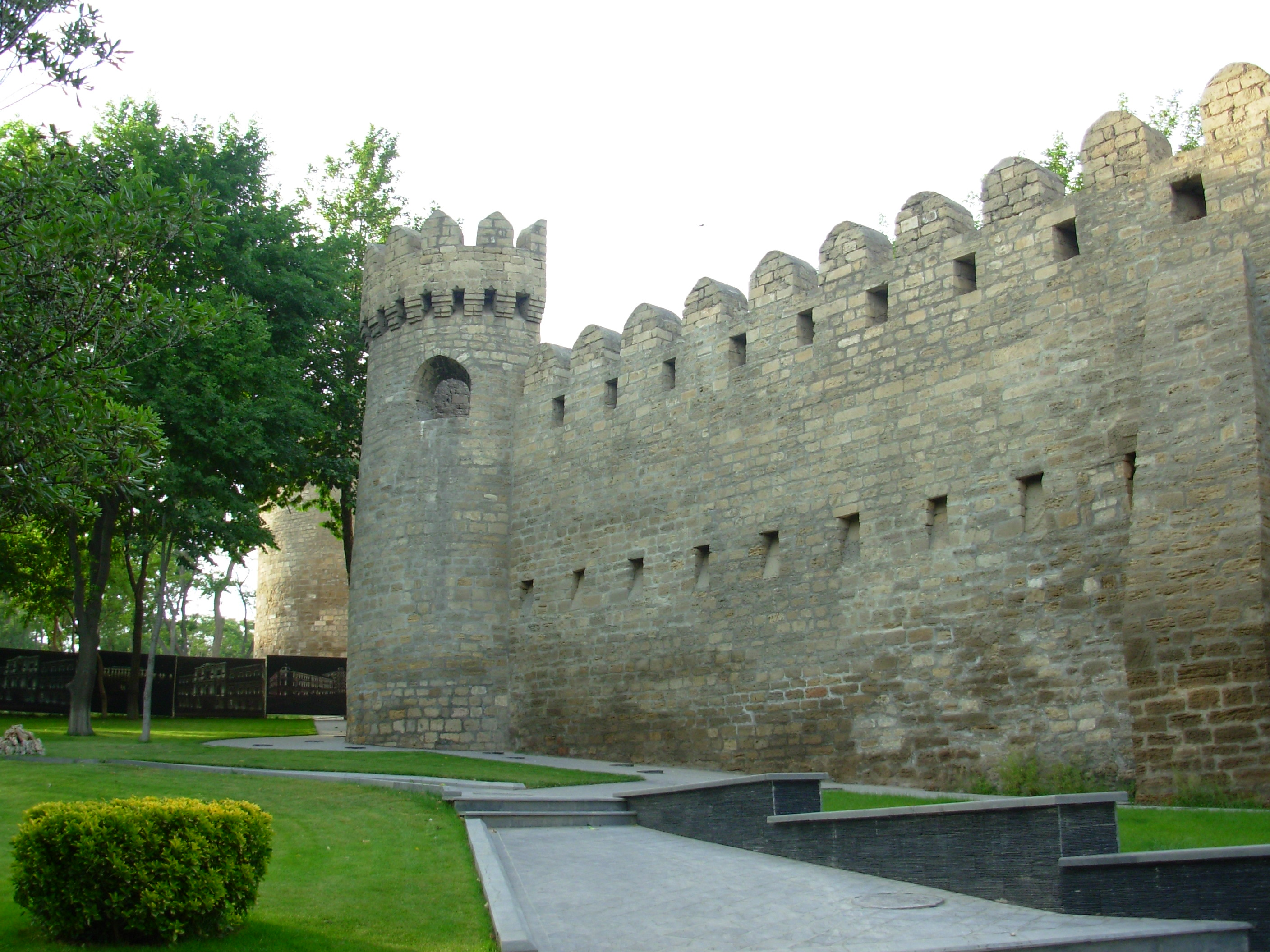
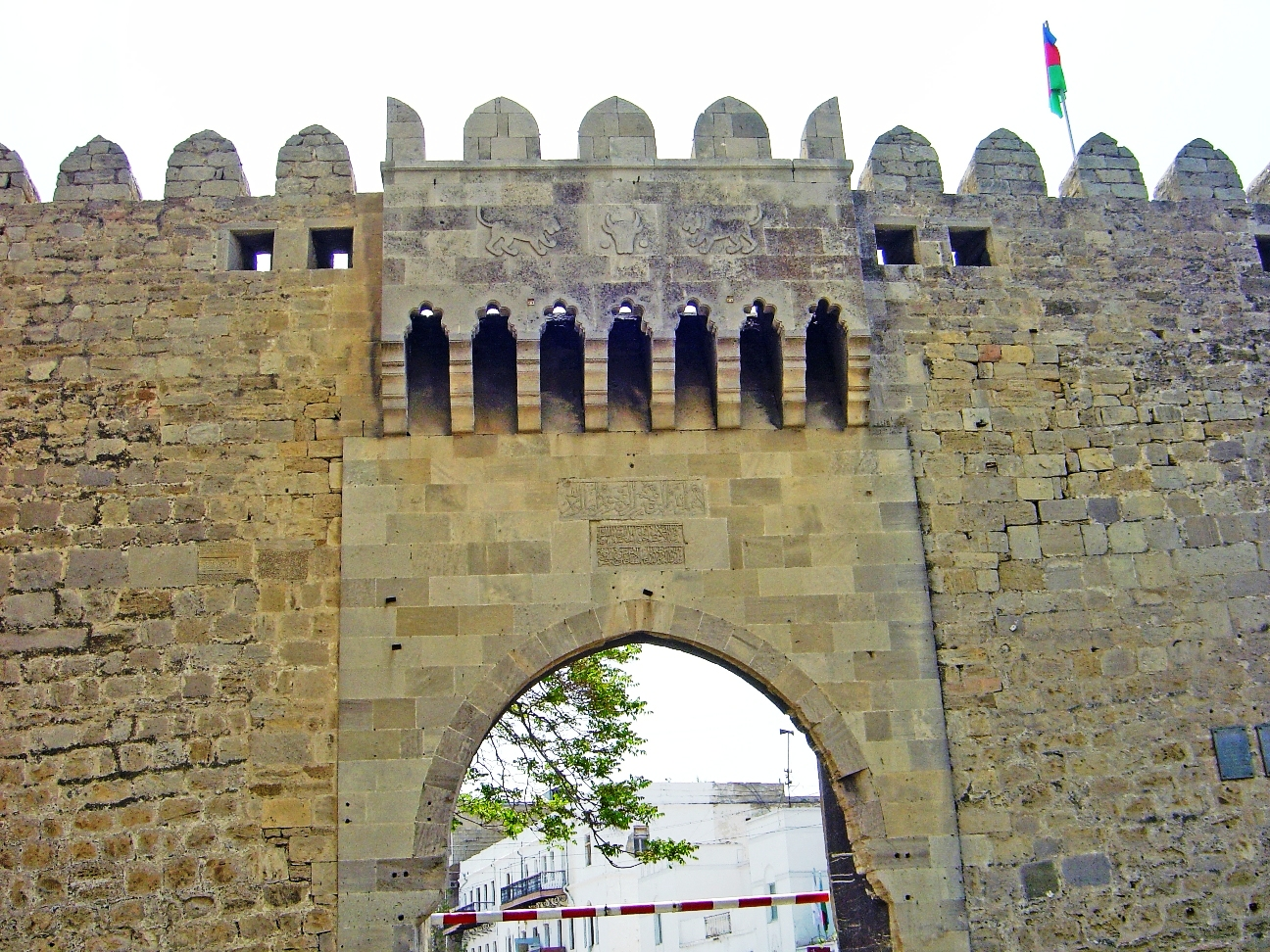
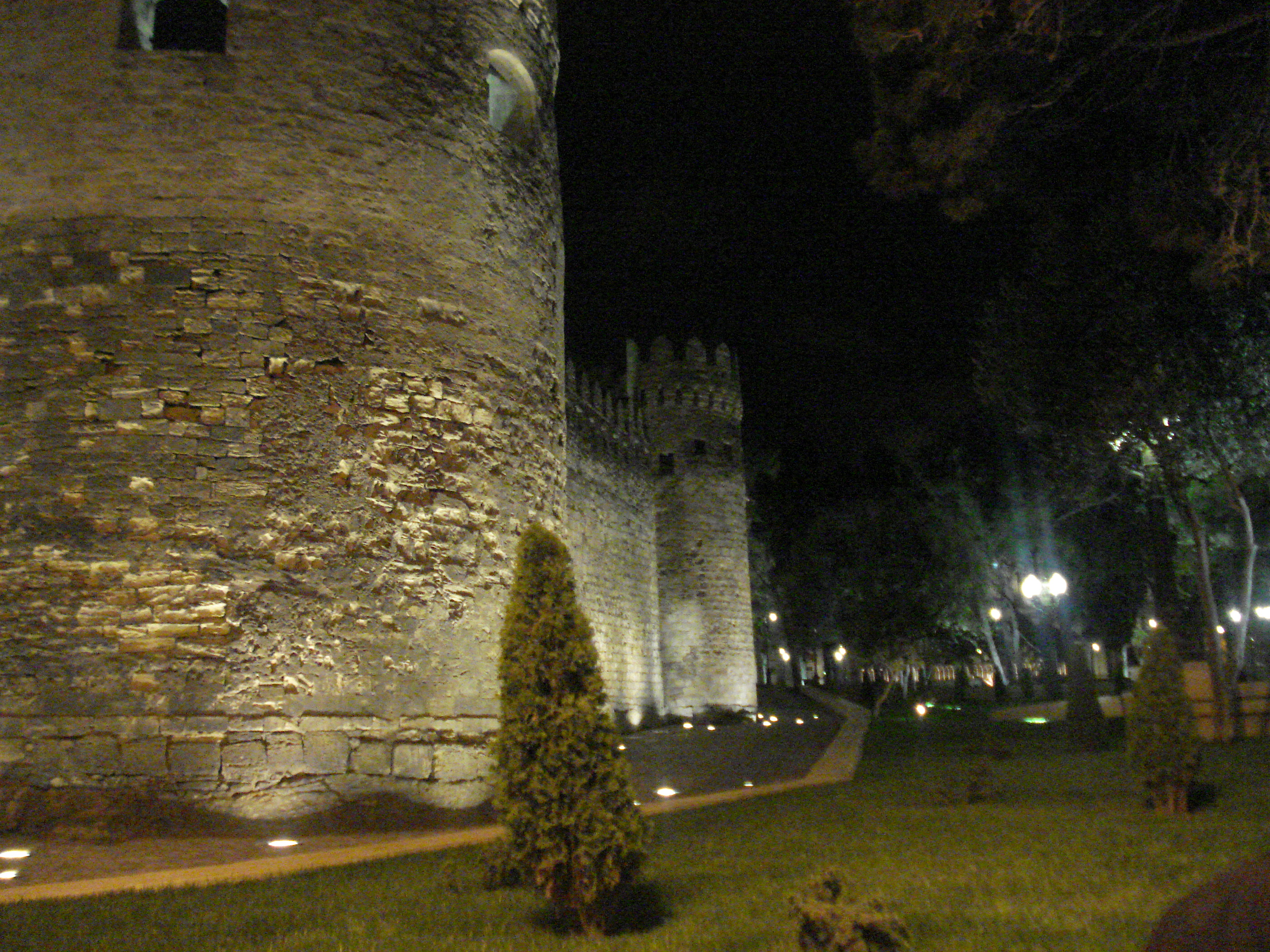
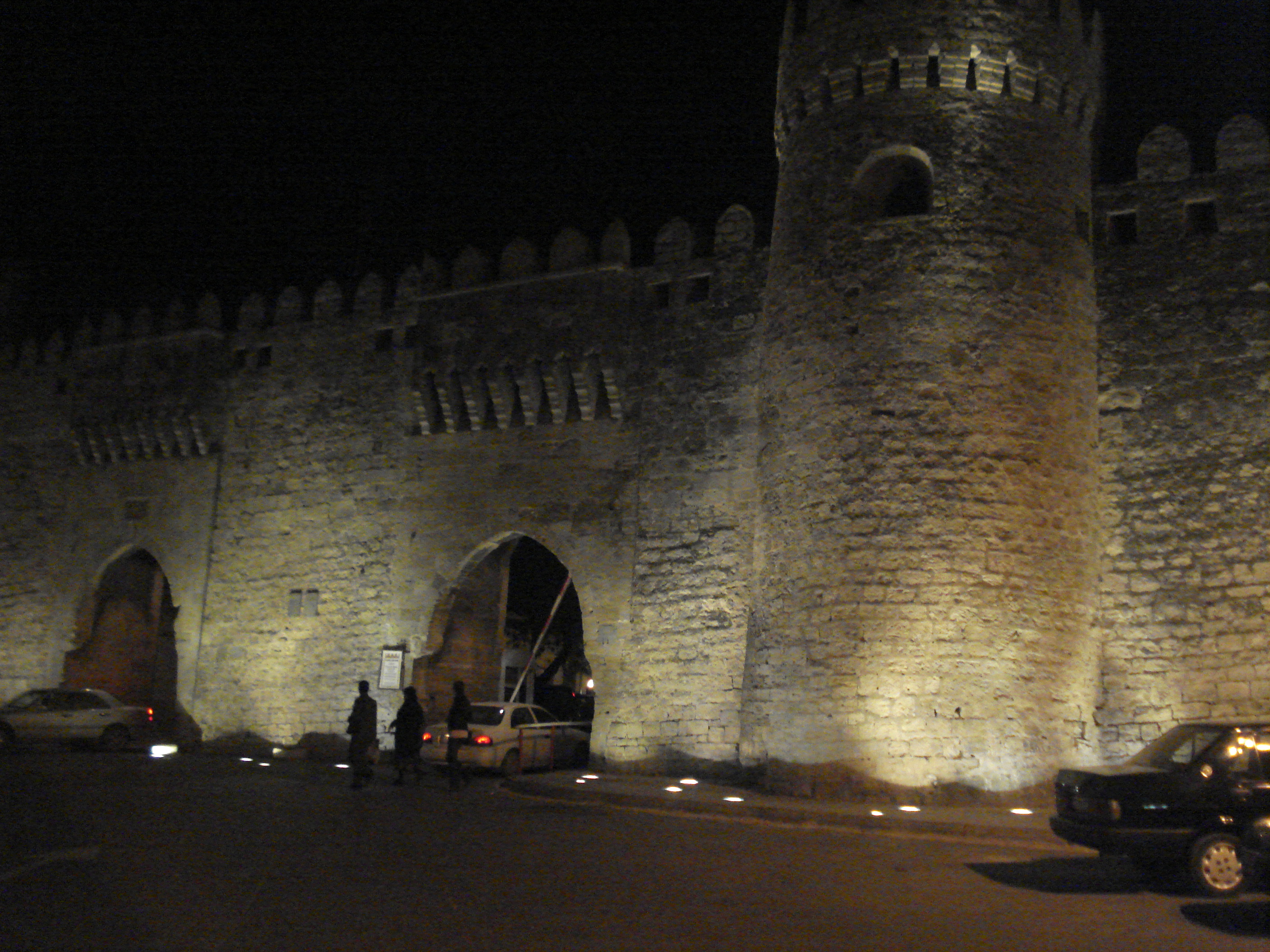